# لورنس هال
لورنس هال (بالإنجليزية: Laurence Hall)‏ (26 مارس 1984 بنوتنغهام في المملكة المتحدة - ) هو لاعب كرة قدم بريطاني في مركز الهجوم. لعب مع ستوك سيتي وماتلوك تاون ‏ وGresley Rovers F.C. ‏.